# DiDi Hollywood
DiDi Hollywood es una película española del director de cine Bigas Luna. Los papeles protagonistas corren a cargo de Elsa Pataky, Paul Sculfor y Luis Hacha. La película se estrenó el 15 de octubre de 2010.
El título de la película rinde honores a la actriz francesa Brigitte Bardot, conocida también como "B.B."

## Argumento
Cuenta la historia de una actriz y su deseo de triunfar en Hollywood, la meca del cine. Su nombre es Diana Díaz (DiDi), una joven que tiene un sueño, llegar a ser una estrella, y está dispuesta a conseguirlo ... a cualquier precio.